# Растовац (Марина)
Растовац је насељено место у саставу општине Марина, Сплитско-далматинска жупанија, Република Хрватска.

## Историја
До територијалне реорганизације у Хрватској налазио се у саставу старе општине Трогир.

## Становништво
На попису становништва 2011. године, Растовац је имао 89 становника.
| Број становника по пописима | Број становника по пописима | Број становника по пописима | Број становника по пописима | Број становника по пописима | Број становника по пописима | Број становника по пописима | Број становника по пописима | Број становника по пописима | Број становника по пописима | Број становника по пописима | Број становника по пописима | Број становника по пописима | Број становника по пописима | Број становника по пописима | Број становника по пописима |
| --------------------------- | --------------------------- | --------------------------- | --------------------------- | --------------------------- | --------------------------- | --------------------------- | --------------------------- | --------------------------- | --------------------------- | --------------------------- | --------------------------- | --------------------------- | --------------------------- | --------------------------- | --------------------------- |
| 1857                        | 1869                        | 1880                        | 1890                        | 1900                        | 1910                        | 1921                        | 1931                        | 1948                        | 1953                        | 1961                        | 1971                        | 1981                        | 1991                        | 2001                        | 2011                        |
| 131                         | 0                           | 61                          | 152                         | 174                         | 175                         | 169                         | 205                         | 258                         | 282                         | 265                         | 256                         | 191                         | 135                         | 115                         | 89                          |

Напомена: У 1869. подаци су садржани у насељу Сапина Доца (општина Рогозница, Шибенско-книнска жупанија). До 1910. исказивано је као део насеља.

### Попис1991.
На попису становништва 1991. године, насељено место Растовац је имало 135 становника, следећег националног састава:
| Попис 1991.‍ | Попис 1991.‍ | Попис 1991.‍ | Попис 1991.‍ | Попис 1991.‍ |
| ----------- | ----------- | ----------- | ----------- | ----------- |
|             |             |             |             |             |
| Хрвати      | Хрвати      |             | 134         | 99,25%      |
| непознато   | непознато   |             | 1           | 0,74%       |
| укупно: 135 |             |             |             |             |